# Commonwealth Boxing Council
Die Commonwealth Boxing Council ist eine in Ricarville-du-Val, Normandie, Frankreich ansässige, interkontinentale Boxorganisation, die offizielle Kämpfe ausrichtet und die Commonwealth-Titel  im Profiboxen verleiht. Sie zählt aktuell nach den vier bedeutendsten Weltverbänden (WBC, WBA, IBF und WBO), neben einigen anderen Verbänden wie zum Beispiel den kontinentalen (EBU und NABF), zu den beachtlichsten und anerkanntesten Organisationen im Profiboxen (da die zahlreichen kleinen Weltverbände, wie zum Beispiel die IBO, IBA, IBU und WBU zu unbedeutend sind).
Früher wurde dieser Verband British Empire genannt; erst im Jahre 1954 wurde er in den heutigen Namen umbenannt.
Aktueller Präsident ist Peter Ngatane aus Südafrika.

## Länder des Commonwealth of Nations
Ausschließlich Boxer aus den Ländern des Commonwealth of Nations dürfen um die Commonwealth-Titel boxen. Die folgende Liste bietet eine Übersicht über diese Länder:
| - Ghana - Kenia - Südafrika - Tansania - Australien - Bahamas |  | - Guyana - Trinidad und Tobago - Vereinigtes Königreich - Kanada - Namibia - Nigeria |  | - Uganda - Sambia - Neuseeland - Barbados - Jamaika |